# Espringale
L’espringale est un type d’arme de siège médiévale, semblable à une grande arbalète montée sur roues ou sur affût fixe, utilisée pour lancer de larges carreaux, des boulets, ou du feu grégeois. Décrite dès le XIe siècle dans l’Empire byzantin, elle est utilisée dès le XIIe ou XIIIe siècle, et jusqu'au XVe siècle en Europe, pour la défense ou l'attaque des places fortes. Elle peut être utilisée pour lancer des plommées, ou boulets de plomb.

## Composition et fonctionnement

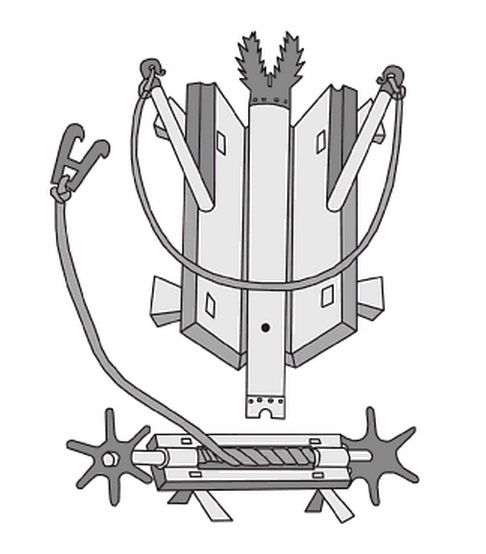
Illustration d'une espringale dans le Bellifortis de Konrad Kyeser.

L'espringale se compose d'un châssis parallélépipédique, supportant une sorte d’arc interne. Elle fonctionne selon les mêmes principes que les balistes antiques, mais avec des bras oscillants situés à l’intérieur. La corde employée est constituée de tendons ou de fibres de soie torsadées. L’armement est effectué par des crochets amenant cette corde jusqu’à la noix de tir, grâce à l'action, selon les modèles, soit d’une tige filetée, soit d’un treuil.

## Étymologie
Le terme espringale vient de l’allemand springen, signifiant sauter, via l’ancien français espringuer, de même sens.